# Успенский, Василий Сергеевич
Василий Сергеевич Успенский (1886 — 1972) — капитан 4-й Туркестанской стрелковой артиллерийской бригады, герой Первой мировой войны, участник Белого движения.

## Биография
Из потомственных дворян Воронежской губернии. Сын полковника. Уроженец Болгарии.
Окончил Ярославский кадетский корпус (1903) и Михайловское артиллерийское училище (1905), откуда выпущен был подпоручиком во 2-ю Туркестанскую артиллерийскую бригаду.
29 августа 1908 года произведен в поручики. 17 августа 1910 года переведен в 4-й Туркестанский стрелковый артиллерийский дивизион. 31 августа 1912 года произведен в штабс-капитаны.
В Первую мировую войну вступил в составе 4-го Туркестанского стрелкового артиллерийского дивизиона. Произведен в капитаны 10 июня 1916 года. 23 августа 1917 года назначен командующим 1-й батареей 4-й Туркестанской стрелковой артиллерийской бригады. Награждён орденом Св. Георгия 4-й степени.
В Гражданскую войну участвовал в Белом движении в составе Добровольческой армии и ВСЮР. С 26 февраля 1919 года был командиром батареи Учебно-подготовительной артиллерийской школы. В Русской армии — в той же должности до эвакуации Крыма.
С 1929 года в эмиграции в Бельгии. Стал основателем и председателем Русского военного собрания, состоялом членом Общества офицеров-артиллеристов и членом правления РНО. Умер в 1972 году в Брюсселе.

## Награды
- Орден Святого Станислава 3-й ст. (ВП 19.05.1914)
- Орден Святой Анны 3-й ст. с мечами и бантом (ВП 8.12.1916)
- Орден Святого Георгия 4-й ст. (Приказ по Кавказскому фронту № 139 от 13.05.1918)